# 2009年6月逝世人物列表
2009年逝世人物列表：1月 - 2月 - 3月 - 4月 - 5月 - 6月 - 7月 - 8月 - 9月 - 10月 - 11月 - 12月
2009年6月逝世人物列表，是用于汇总2009年6月期间逝世人物的列表。

## 依日期排序

### 30日
- 時佩璞，70歲，中國京劇演員、間諜，百老匯戲劇《蝴蝶君》原形。[1]
- 許德，71歲，中國航空製造業專家，殲十研製功臣。死於直腸癌。[2]
- 碧娜·鮑許（英語：Pina Bausch），68歲，德國舞蹈家，死於肛門癌。[3]

### 28日
- 比利·梅斯（英語：Billy Mays），50歲，美國電視推銷員，死於家中。[4]
- 兪賢穆（韓語：유현목），83歲，南韓電影導演，死於中風併發症。[5]

### 27日
- 謝然之，96歲，40、50年代開創台灣新聞事業、新聞教育新猷的新聞界耆宿。 旅美台灣新聞教父謝然之辭世　享壽97歲（页面存档备份，存于）
- 段鎮基，75歲，中國工程院院士。科學網

### 25日
- 迈克尔·杰克逊（英語：Michael Jackson），50歲，美國流行音樂天王 作曲家、舞蹈家、慈善家、唱片製作人，死於心臟停止。[6]
- 花拉科茜（英語：Farrah Fawcett）62歲，美國演員，死於癌症。[7]

### 24日
- 羅密歐·勒布朗（英語：Roméo LeBlanc），82歲，加拿大前總督. 加拿大總督網站[]

### 23日
- 董寅初，95歲，中國愛國僑領和社會活動家，中國人民政治協商會議第八屆全國委員會副主席，中國致公黨第九、十屆中央委員會主席，第十一屆中央委員會名譽主席。新華網（页面存档备份，存于）
- 愛德華·麥克馬洪（英語：Ed McMahon），86歲，美國-加拿大電視節目主持人與電台播音員，罹癌病逝。星島即時新聞

### 22日
- 楊駿，44歲，前君安證券公司總裁、深圳曉揚投資管理公司創始人，肝癌。新浪網（页面存档备份，存于）

### 20日
- 妮達·艾嘉-索爾坦（波斯語：ندا آقا سلطان），27歲，伊朗伊斯蘭自由大學哲學系研究生，綠色革命反政府群眾抗議活動中，遭槍殺。星島環球網
- 拉爾夫·赫斯曼（英語：Ralph F. Hirschmann），87歲，德裔美國醫藥化學家，合成酶先驅。科學網
- 卞學鐄（英語：Theodore Hsueh-Huang Pian），91歲，計算力學家，美國工程科學院院士，美國科學院院士，中國科學院外籍院士，中華民國中央研究院第24屆(數理科學組)院士。夫人趙如蘭是語言大師趙元任之女，哈佛大學教授。科學網中央研究院（页面存档备份，存于）

### 19日
- 田鍋友時（日語：たなべ ともじ），113歲，受金氏世界紀錄認證的世界最長壽男性，同時是日本最長壽男性，慢性心臟衰竭逝世於家中。聯合新聞網[]
- 田新，83岁，中国教育人物，中国人民大学农业经济系原系主任兼党总支书记。[8]

### 18日
- 阿里·阿卡巴·汗，87歲，印度古典音樂家、薩羅德琴（Sarod）演奏家，因腎衰竭病逝。美國之音

### 17日
- 拉爾夫·達倫道夫|男爵（英語：Ralf Dahrendorf, Baron Dahrendorf），80歲，英國德裔社會學家、政治家，衝突理論起創者，病逝。德國之聲（页面存档备份，存于）

### 14日
- 李文卿，80歲，中國國防大學前政治委員。（页面存档备份，存于）
- 杰基·龙尼，89岁，美国极地探险家。Washington Post（页面存档备份，存于）

### 13日
- 三澤光晴（日語：みさわ みつはる），46歲，日本摔角選手、諾亞職業摔角會長，比賽中遭對手使用招式受強力撞擊而昏迷，送醫後不治。中央通訊社

### 12日
- 費利克斯·馬盧姆（法語：Félix Malloum），76歲，乍得政治家，1975至79年任乍得總統，死於心臟停止。[9]

### 8日
- 拉傑夫·莫特萬尼（英語：Rajeev Motwani），47歲，美國斯坦福大學計算機系教授，Google兩位創始人拉里·佩奇和謝爾蓋·布林的導師，曾共同開發PageRank算法。[10]
- 奧馬爾·邦戈（拉丁語：el Hadj Omar Bongo），73歲，加蓬總統。[11]

### 7日
- 休·霍普（英語：Hugh Colin Hopper），64歲，英國前衛搖滾與融合爵士樂低音結他手，坎特柏里之聲風潮代表人物之一，因白血病逝世。[12]

### 6日
- 讓·多塞（法語：Jean Dausset），92歲，法國免疫學家，因發現主組織相容性複合基因，為1980年諾貝爾生理學或醫學獎得主。[13]

### 5日
- 羅京，48岁，中央電視台《新聞聯播》播音員，化療引起的併發症心臟衰竭。[14]

### 3日
- 石坚，原名石榮璋，外号“奸人坚”，是香港邵氏电影的老牌反派。因肾衰竭导致心脏停顿而病逝，享壽96岁。[15]